# Campeonato Europeo de Bádminton de 2025
El XXXI Campeonato Europeo de Bádminton se celebró en Horsens (Dinamarca) del 8 al 13 de abril de 2025 bajo la organización de Badminton Europe (BE) y la Federación Danesa de Bádminton.
Las competiciones se realizaron en el Forum Horsens de la ciudad danesa.

## Calendario
| P | Preliminares | ¼ | Cuartos de final | ½ | Semifinales | F | Finales |

| Abril de 2025        | 08 Mar | 09 Mié | 10 Jue | 11 Vie | 12 Sáb | 13 Dom |
| -------------------- | ------ | ------ | ------ | ------ | ------ | ------ |
| Individual masculino | P      | P      | P      | ¼      | ½      | F      |
| Dobles masculino     | P      | P      | P      | ¼      | ½      | F      |
| Individual femenino  | P      | P      | P      | ¼      | ½      | F      |
| Dobles femenino      | P      | P      | ¼      | ½      | F      | —      |
| Dobles mixto         | P      | P      | ¼      | ½      | F      | —      |

## Medallistas
| Evento               | Oro                                     | Plata                                          | Bronce                                                                                              |
| -------------------- | --------------------------------------- | ---------------------------------------------- | --------------------------------------------------------------------------------------------------- |
| Individual masculino | Alex Lanier Francia                     | Toma Popov Francia                             | Aria Dinata · Croacia Christo Popov · Francia                                                       |
| Dobles masculino     | Christo Popov Toma Popov Francia        | Éloi Adam Léo Rossi Francia                    | Daniel Lundgaard Mads Vestergaard Dinamarca Rasmus Kjær Frederik Søgaard Dinamarca                  |
| Individual femenino  | Line Kjærsfeldt Dinamarca               | Kirsty Gilmour Escocia                         | Julie Jakobsen · Dinamarca Vivien Sándorházi · Hungría                                              |
| Dobles femenino      | Gabriela Stoeva Stefani Stoeva Bulgaria | Natasja Anthonisen Maiken Fruergaard Dinamarca | Debora Jille · Países Bajos · Sara Thygesen · Dinamarca Margot Lambert · Camille Pognante · Francia |
| Dobles mixto         | Jesper Toft Amalie Magelund Dinamarca   | Thom Gicquel Delphine Delrue Francia           | Mads Vestergaard Christine Busch Dinamarca Julien Maio Léa Palermo Francia                          |

## Medallero
| Núm. | País         | Oro | Plata | Bronce | Total |
| ---- | ------------ | --- | ----- | ------ | ----- |
| 1    | Francia      | 2   | 3     | 3      | 8     |
| 2    | Dinamarca    | 2   | 1     | 5      | 8     |
| 3    | Bulgaria     | 1   | 0     | 0      | 1     |
| 4    | Escocia      | 0   | 1     | 0      | 1     |
| 5    | Croacia      | 0   | 0     | 1      | 1     |
| 5    | Hungría      | 0   | 0     | 1      | 1     |
| 5    | Países Bajos | 0   | 0     | 1      | 1     |
|      | TOTAL        | 5   | 5     | 11     | 21    |